# ميخائيل فيلان
ميخائيل فيلان (بالإنجليزية: Michael Phelan)‏ هو كاتب أمريكي، ولد في 18 أبريل 1817 في Castlecomer ‏ في جمهورية أيرلندا، وتوفي في 7 أكتوبر 1871 في الولايات المتحدة.